# Aufklärungsgeschwader 12
12-та розвідувальна ескадра (нім. Aufklärungsgeschwader 12) — розвідувальна ескадра Люфтваффе, що існувала у складі повітряних сил вермахту напередодні Другої світової війни.

## Історія
12-та розвідувальна ескадра була сформована 1 листопада 1938 року на аеродромі Мюнстер-Лодденгайде. До її складу увійшли 12-та і 22-га окремі розвідувальні групи.
12-та розвідувальна група складалася з 1-4 ескадрилей ближньої розвідки, які були оснащені літаками Henschel Hs 126, Heinkel He 45 і Heinkel He 46. 22-га розвідувальна група складалася з 1-4-ї ескадрилей дальньої розвідки, оснащених літаками Dornier Do 17 і Henschel Hs 126. Вони базувалися в Касселі-Ротвестені.
Штаб ескадри проіснував до 26 серпня 1939 року. Після загальної мобілізації Вермахту її перетворили на командування Люфтваффе 12-ї польової армії. Ескадрильї ближньої розвідки були окремо приписані до X, VI, XI і XII армійських корпусів Сухопутних військ.

## Командування

### Командири Aufklärungsgeschwader 12
12-та розвідувальна група (Aufkl.Gr.12)
- оберстлейтенант Ернст Крюгер (1 листопада 1938 — 31 січня 1939)

22-га розвідувальна група (Aufkl.Gr.22)
- оберстлейтенант Ебергард Фішер (1 листопада 1938 — 1 січня 1939)
- майор Гансе Пампе (1 січня — 26 серпня 1939)

## Основні райони базування 12-ї розвідувальної ескадри

### Основні райони базування штабу ескадри
| Час                               | Місто               | Основний літак |
| --------------------------------- | ------------------- | -------------- |
| 1 листопада 1938 — 26 серпня 1939 | Мюнстер-Лодденгайде | Hs 126         |

### Основні райони базування Aufkl.Gr.12
| Час                               | Місто               | Основний літак      |
| --------------------------------- | ------------------- | ------------------- |
| 1 листопада 1938 — 26 серпня 1939 | Мюнстер-Лодденгайде | He 45/He 46, Hs 126 |

### Основні райони базування Aufkl.Gr.22
| Час                               | Місто             | Основний літак |
| --------------------------------- | ----------------- | -------------- |
| 1 листопада 1938 — 26 серпня 1939 | Касселі-Ротвестен | Hs 126, Do 17  |